# Kleinbracher Straße 16 (Kleinbrach)

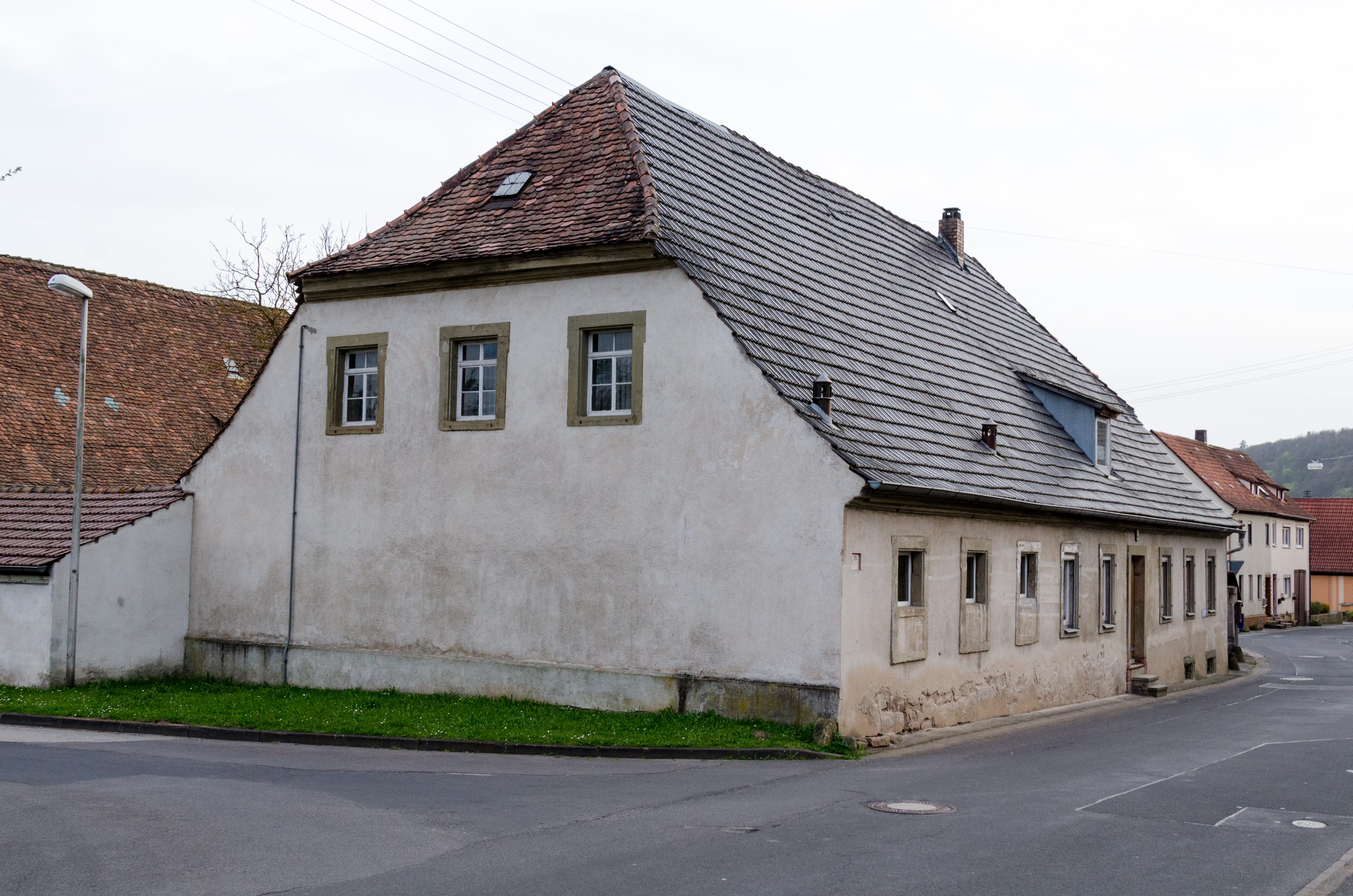
Kleinbracher Straße 16 in Bad Kissingen, Kleinbrach

Das Anwesen Kleinbracher Straße 16 in der Kleinbracher Straße in Kleinbrach, einem Stadtteil von Bad Kissingen, der Großen Kreisstadt des unterfränkischen Landkreises Bad Kissingen, gehört zu der Bad Kissinger Baudenkmälern und ist unter der Nummer D-6-72-114-200 in der Bayerischen Denkmalliste registriert.

## Geschichte

### Entstehung
Der ehemalige Zehnthof, der so genannte Amblingsche Hof, entstand als eingeschossiger Halbwalmdachbau im späten 18. Jahrhundert. Das verputzte Wohnhaus verfügt über einfache glatte, leicht geohrte Fenster- und Türrahmungen.
Zum Zehnthof gehört die ebenfalls im späten 18. Jahrhundert entstandene, aus Hausteinmauerwerk bestehende Zehntscheune mit Halbwalmdach. Die Scheune besteht aus unverputztem Quadermauerwerk. Wohnhaus und Scheune stehen parallel zueinander.
Daneben sind noch Reste der zur gleichen Zeit entstandenen Hoftoranlage vorhanden. Diese besteht aus zwei großen stichbogigen Einfahrtstoren zwischen kleineren, glatt gerahmten Türöffnungen.

### Umwandlung zum Zehnthof
Im entsprechenden Repertorium im Staatsarchiv Würzburg ist unter der Signatur „Adm. f (fiskal) 379/7156“ den „Ankauf des den Amblingschen Erben in Kleinbrach gehörigen Bauhof, dessen Lasten, Privilegien und Nutzbarkeiten“ sowie „den beabsichtigen Ankauf des Hofes für die Hofkammer“ dokumentiert. Die originalen, aus dem 17. oder 18. Jahrhundert stammenden Dokumente des Vorgangs sind durch Brand verlorengegangen.
Durch die Einträge im Repertorium wird ersichtlich, dass die fürstbischöfliche Hofkammer das Anwesen noch vor 1802 aufkaufte und in einen Zehnthof umwandelte, in dem die Bürger von Hausen und Kleinbrach (beide heute Stadtteile von Bad Kissingen) ihren Zehnt abzuliefern hatten. Kleinbrach wurde dadurch zum Sitz einer fürstbischöflichen Behörde.